# Südzucker

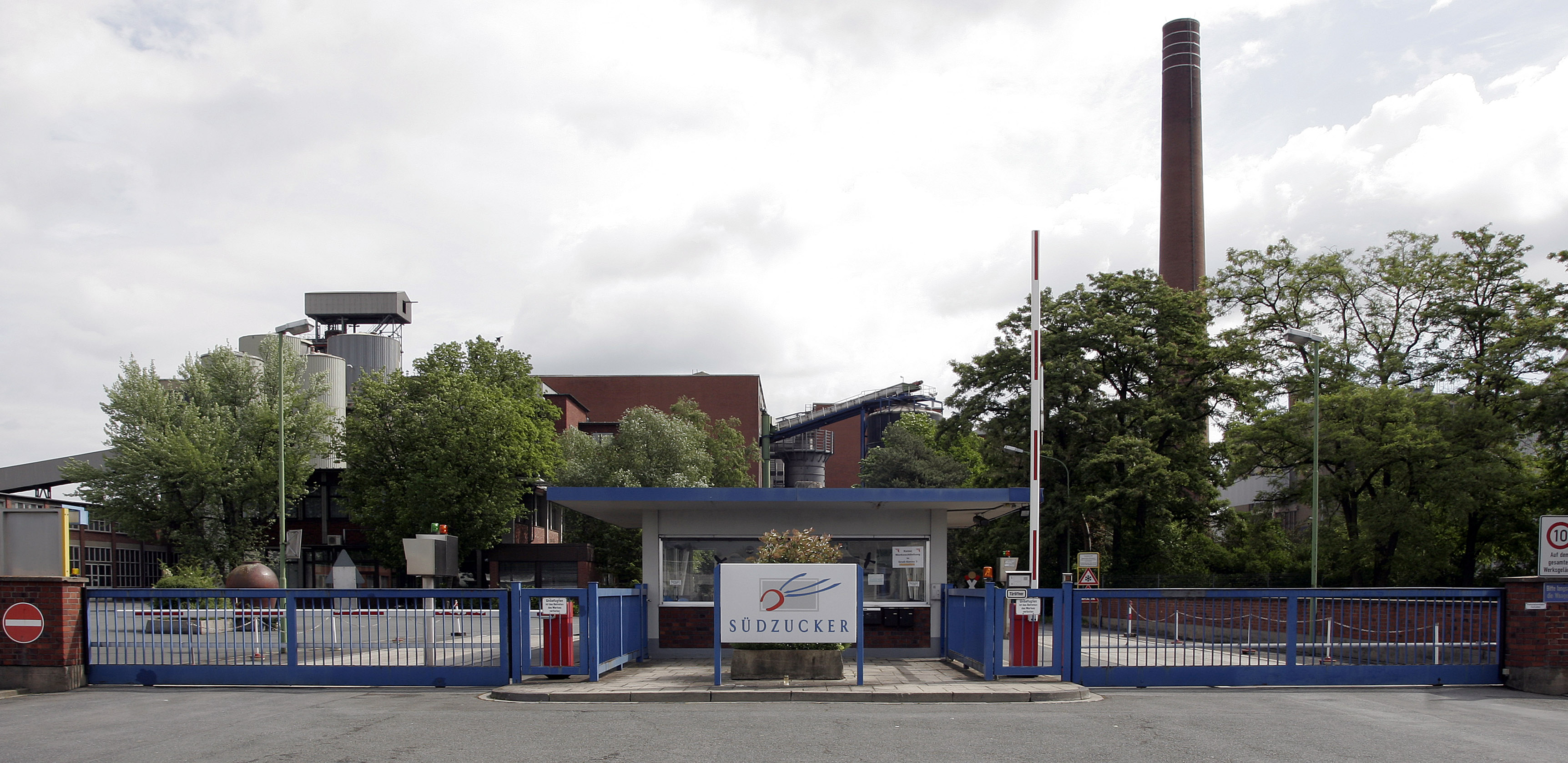
brama wjazdowa do cukrowni Südzucker AG w Groß-Gerau

Südzucker AG – niemiecki koncern założony w roku 1926. Obecnie Südzucker jest największym europejskim producentem cukru i innych węglowodanów (skrobia, fruktoza). Siedzibą przedsiębiorstwa jest Mannheim w Niemczech.
Grupa posiada 28 cukrowni i 2 rafinerie, które znajdują się w Austrii, Belgii, Bośni i Hercegowinie, Czechach, Francji, Mołdawii, Niemczech, Polsce, Rumunii, Słowacji i na Węgrzech. Łącznie przedsiębiorstwo zatrudnia ponad 18,5 tys. osób.
W Polsce Südzucker S.A. posiada 4 cukrownie: Świdnica, Strzelin, Polska Cerekiew, Ropczyce. Liczba stałych pracowników wynosi ok. 630 osób. Siedziba spółki mieści się we Wrocławiu, spółka posiada także biuro handlowe w Krakowie oraz biura regionalne w Polskiej Cerekwi i Ropczycach. Marką Südzucker w Polsce jest „Cukier Królewski”.